# Szukijaki

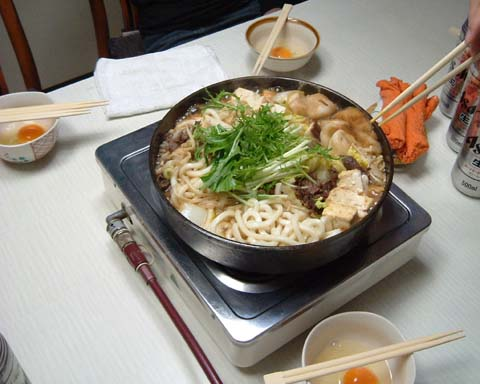
Otthon készített szukijaki

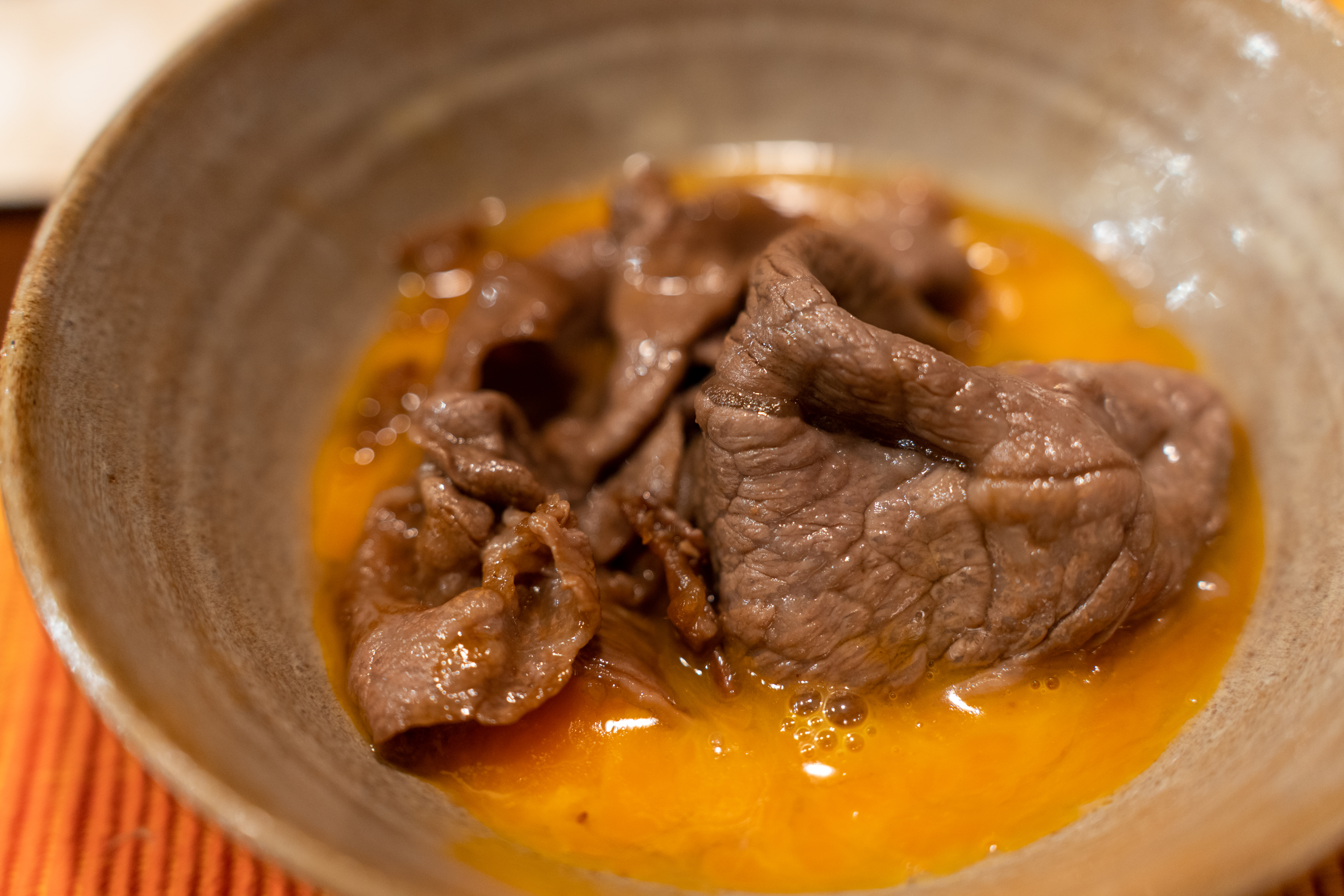
Marhahús a nyers tojásban

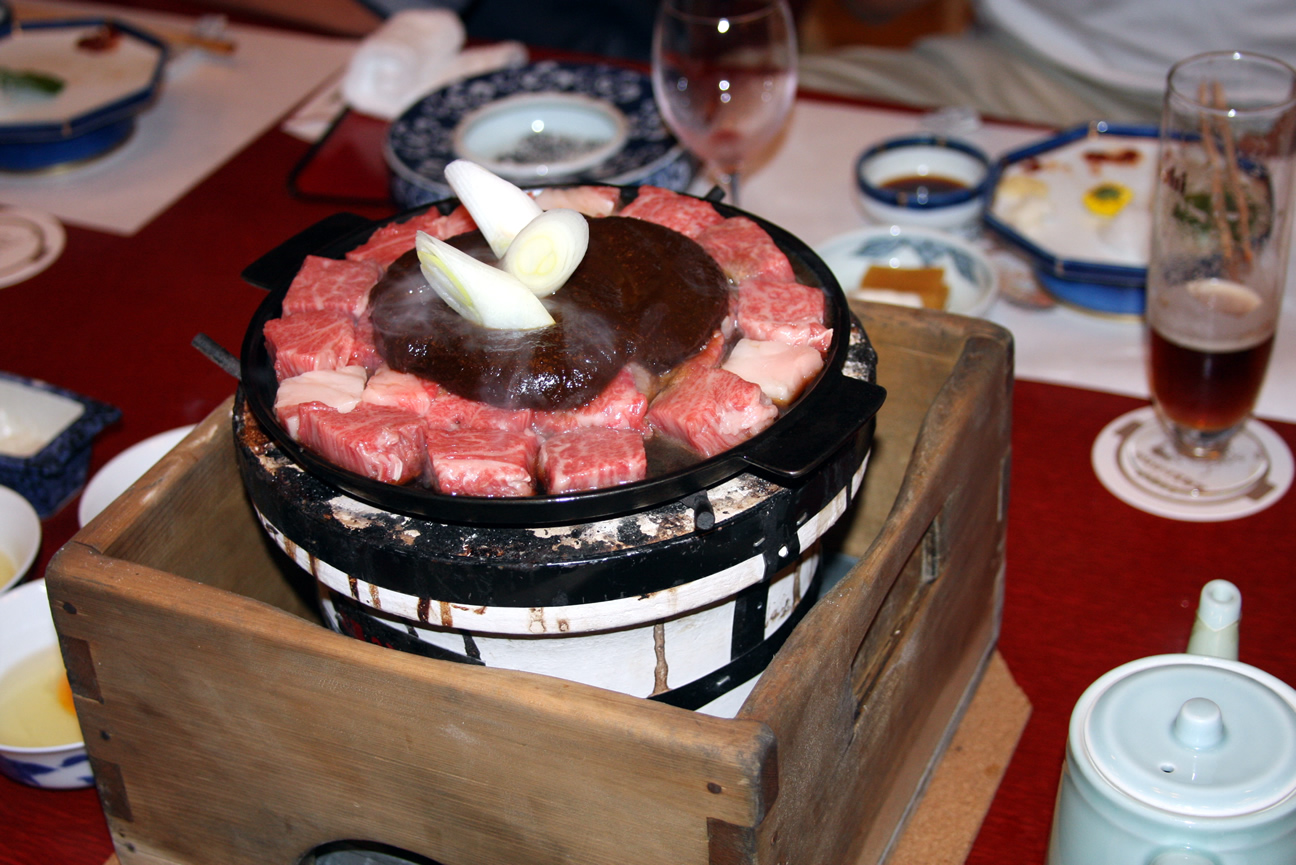
Tradicionális yokohamai stílusú gyūnabe

A szukijaki (鋤焼, ’vagy ismertebben すき焼き’) egy leves vagy pörkölt jellegű japán étel, amelyet hagyományosan nabemono (japán hot pot) stílusban készítenek.
Általában vékonyra vágott marhahúsból és zöldségekből áll, amelyeket szójaszószt, cukrot és mirint tartalmazó szószban párolnak, alacsony falú serpenyőben (hot pot), közvetlenül az asztalnál. Fogyasztás előtt az összetevőket általában nyers tojásba mártják.
A szukijaki téli étel, gyakran megtalálható a bonenkai nevű japán év végi partikon.

## Hozzávalók
A szukijakihoz vékonyra vágott marhahúst használnak; korábban, az ország egyes részein (különösen Hokkaidón és Niigatában) a sertéshús használata is elterjedt volt.
Népszerű összetevők:
- marhahús
- tofu
- negi
- Leveszöldségek, mint a kínai kel és a sungiku (garland krizantém levelek)
- Gombák, mint a siitake és az enokitake
- Zselés állagú nudlik, amelyek leopárdkontyvirág gumójából készülnek, mint az ito konnjaku vagy a sirataki

Főtt udon, szoba, vagy más tésztafélét gyakran a főzés végén adnak hozzá.

## Elkészítés
Mint sok más nabemono étel esetében, a szukijaki elkészítési módja is régiónként eltérő. A legnagyobb különbség a nyugati Kanszai régió és a keleti Kantó régió között van. Tokióban az összetevőket szójaszószban, cukorban, szakéban és mirinben főzik. Oszakában a húst először külön zsírban sütik a serpenyőben, majd a többi összetevőt külön főzik meg a fent említett szószban. A nyers tojásokat külön tálakba ütik, személyenként egyet-egyet. Néhányan a tojásba is tesznek egy kevés szójaszószt. A kész zöldségeket és húsokat evés előtt belemártják a tojásba, majd elfogyasztják.
Azt mondják, érdemes a zselés nudlit a húsra tenni sütés közben, hogy a hús megőrizze kalciumtartalmát.

## Története
Több történet is fennmaradt a szukijakiról. Az egyik szerint egy középkori nemes vadászat után megállt egy parasztháznál, és megparancsolta a gazdának, hogy készítsen számára ételt. A paraszt úgy vélte, hogy edényei nem megfelelőek a nemes számára, ezért megtisztította az ásóját (szuki japánul), és azon sütötte meg (jaki) a húst.
Az 1860-as években, amikor Japán megnyílt a külföldiek előtt, új elkészítési módokat is bevezettek. A tehéntej, a marhahús és a tojás széles körben elterjedt, és a szukijaki lett az egyik legnépszerűbb elkészítési mód. Az első szukijaki étterem, az Isekuma, Jokohamában nyílt meg 1862-ben. A marhahús vált a modern szukijaki fő összetevőjévé. Két fő főzési stílus alakult ki: a Kantói (Tokió környéki) és a Kanszaii (Oszaka környéki). A Kantó-stílusban az összetevőket egy különleges mártásban főzik, a Kanszai-stílusban a szószt evés előtt keverik össze a hozzávalókkal. Az 1923-as kantói földrengés után sokan a Kanszai-régióba költöztek, ahol megszokták a helyi stílust, majd visszatérve elterjesztették azt is, így mindkét változat népszerűvé vált.

## Hasonló ételek
- A shabu-shabu hasonló, de a szukijakit inkább édesnek, a shabu-shabut pedig pikánsabbnak tartják.
- A laoszi szukijaki: bab, tészta, különböző zöldségek, vékonyra szeletelt marhahús és más húsok, vagy tenger gyümölcsei találhatók benne. A szukijaki-mártás is eltérő: gyakran kókuszt, erjesztett tofut, tahinit, mogyoróvajat, cukrot, fokhagymát, lime-ot és fűszereket tartalmaz.
- A thai szuki vagy thai szukijaki egy népszerű hot pot étel Thaiföldön, amely egyre inkább elterjed a szomszédos országokban is. Neve ellenére csak részben hasonlít a japán szukijakira.

## Fordítás
Ez a szócikk részben vagy egészben  a   Sukiyaki című angol Wikipédia-szócikk ezen változatának fordításán alapul.  Az eredeti cikk szerkesztőit annak laptörténete sorolja fel. Ez a jelzés csupán a megfogalmazás eredetét és a szerzői jogokat jelzi, nem szolgál a cikkben szereplő információk forrásmegjelöléseként.